# Miguel Alves
Miguel Alves este un oraș în Piauí (PI), Brazilia.